# Holešov (stacja kolejowa)
Holešov – stacja kolejowa w Holešovie, w kraju zlińskim, w Czechach. Znajduje się na wysokości 225 m n.p.m..
Na stacji istnieje możliwość zakupu biletów na wszystkiego rodzaju pociągi oraz rezerwacji miejsc.

## Linie kolejowe
- 303 Kojetín – Valašské Meziříčí